# 545
Раннє Середньовіччя. Триває чума Юстиніана. У Східній Римській імперії триває правління Юстиніана I. Візантія веде війну з Остготським королівством за Апеннінський півострів і з Персією. Франкське королівство, розділене на частини між синами Хлодвіга. Іберію займає Вестготське королівство, у Тисо-Дунайській низовині лежить Королівство гепідів. В Англії розпочався період гептархії.
У Китаї період Північних та Південних династій. На півдні править династія Лян, на півночі — Східна Вей та Західна Вей. В Індії правління імперії Гуптів. В Японії триває період Ямато. У Персії править династія Сассанідів.
На території лісостепової України в VI столітті виділяють пеньківську й празьку археологічні культури. VI століття стало початком швидкого розселення слов'ян. У Північному Причорномор'ї співіснують різні кочові племена, зокрема гуни, сармати, булгари, алани, авари.

## Події
- Візантія продовжує війни з персами й остготами. Імператор Юстиніан I послав полководця Нарсеса до герулів найняти рекрутів.
- Король остготів Тотіла укріпився в центральній Італії й готує наступ на Рим.
- Шах Хосрав I підписав з Візантією перемир'я, але війна, особливо у Вірменії, продовжується.